# Bar 20
Pour plus de détails, voir Fiche technique et Distribution.
Bar 20 est un western américain réalisé par Lesley Selander, sorti en 1943.

## Fiche technique
Sauf indication contraire, les informations mentionnées dans cette section peuvent être confirmées par la base de données cinématographiques IMDb,  présente dans la section « Liens externes ».
- Titre : Bar 20
- Réalisation : Lesley Selander
- Scénario : Morton Grant, Norman Houston et Michael Wilson, d'après les personnages créés par Clarence Mulford
- Direction artistique : Ralph Berger
- Musique :
- Photographie : Russell Harlan
- Montage : Carroll Lewis
- Production : Harry Sherman
  - Production assocée : Lewis J. Rachmil
- Société de production : Harry Sherman Productions
- Distribution : United Artists (USA)
- Pays :  États-Unis
- Durée : 54 minutes
- Date de sortie :
  - États-Unis : 1er octobre 1943

## Distribution
- William Boyd : Hopalong Cassidy
- Andy Clyde : California Carlson
- George Reeves : Lin Bradley
- Dustine Farnum : Marie Stevens
- Victor Jory : Mark Jackson
- Douglas Fowley : Henchman Slash
- Betty Blythe : Mrs. Stevens
- Robert Mitchum : Richard Adams
- Francis McDonald : Quirt Rankin
- Earle Hodgins : Tom